# Pascal Eenkhoorn
Pascal Eenkhoorn (* 8. Februar 1997 in Zwolle) ist ein niederländischer Radrennfahrer.

## Sportlicher Werdegang
Als Junior startete Eenkhorn für die niederländische Nationalmannschaft. Im März 2015 gewann er mit dem GP André Noyelle und dem La Bernaudeau Junior zwei aufeinander folgende Rennen, kurz danach belegte er den zweiten Platz bei der Juniorenaustragung von Paris-Roubaix. Nachdem er 2014 bereits Zweiter der niederländischen Landesmeisterschaften der Junioren im Einzelzeitfahren wurde, belegte er im Jahr 2015 jeweils den zweiten Platz im Straßenrennen und Einzelzeitfahren der Junioren.
Mit dem Wechsel in die U23 wurde Eenkhoorn 2016 Mitglied im BMC Development Team. In den Jahren 2016 und 2017 wurde er erneut Zweiter bei den Landesmeisterschaften im Einzelzeitfahren, jetzt in der U23. Sein größter Erfolg für das Team war der Gewinn der Gesamtwertung der Olympia’s Tour 2017.
Im August 2017 wurde bekannt, dass Eenkhoorn zur Saison 2018 einen Vertrag beim UCI WorldTeam Lotto NL-Jumbo erhält. Noch vor seinem ersten Rennen wurde Eenkhoorn von seinem Team für zwei Monate suspendiert, nachdem er im Trainingslager Schlafmittel eingenommen hatte. Im März 2018 erzielte er seinen ersten Profi-Sieg auf der ersten Etappe der Settimana Internazionale Coppi e Bartali. Auch in den Folgejahren bis 2021 konnte er seinem Palmarès jeweils einen Erfolg hinzufügen. In der 2022 wurde er Niederländischer Meister im Straßenrennen.
Zur Saison 2023 wechselte Eenkhoorn zum Team Lotto Dstny, bei dem er mehr Möglichkeiten erhielt, auf eigene Erfolge zu fahren. Auf der 18. Etappe der Tour de France 2023 verpasste er als Tageszweiter nur knapp einen Etappensieg bei einer Grand Tour. Auch bei 2024 blieb ihm als jeweils Zweiter der Volta NXT Classic und der Polynormande ein Sieg verwehrt. Nach der Saison 2024 wechselte er erneut das Team und wurde Mitglied bei Soudal Quick-Step.

## Trivia
Im September 2021 wurde Eenkhoorn in den sozialen Medien gefeiert, nachdem er während der siebten Etappe der Tour of Britain einem Zwölfjährigen, der in vollem Rennoutfit zunächst vor und später neben den Rennfahrern hergefahren war, seine Trinkflasche gereicht hatte. Tags drauf durfte der Junge gemeinsam mit Eenkhoorns Mannschaft auf das Startpodium.

## Erfolge
2014
- Bergwertung Course de la Paix Juniors
- Nachwuchswertung Aubel - Thimister - La Gleize

2015
- GP André Noyelle
- La Bernaudeau Junior

2016
- Prolog und Nachwuchswertung Tour de Berlin

2017
- Nachwuchswertung Tour de Normandie
- Nachwuchswertung Rhône-Alpes Isère Tour
- Gesamtwertung, Prolog und Nachwuchswertung Olympia’s Tour

2018
- Mannschaftszeitfahren Tour of Britain
- eine Etappe Settimana Internazionale Coppi e Bartali
- eine Etappe Colorado Classic

2019
- einer Etappe und Gesamtwertung Hammer Stavanger

2020
- eine Etappe Settimana Internazionale Coppi e Bartali

2021
- Heistse Pijl

2022
- Niederländischer Meister – Straßenrennen

2023
- Bergwertung Tour de Suisse

## Grand Tours
| Grand Tour            | 2022 | 2023 | 2024 | 2025 |
| --------------------- | ---- | ---- | ---- | ---- |
| Giro d’ItaliaGiro     | 62   | –    | –    | –    |
| Tour de FranceTour    | –    | 91   | –    | 49   |
| Vuelta a EspañaVuelta | –    | –    | –    |      |